# Bảo tàng Tác phẩm của Władysław Wołkowski ở Olkusz
Bảo tàng Tác phẩm của Władysław Wołkowski ở Olkusz (tiếng Ba Lan: Muzeum Twórczości Władysława Wołkowskiego w Olkuszu) là một bảo tàng tọa lạc tại số 32 Phố Szpitalna, Olkusz, Ba Lan. Bảo tàng hoạt động trong cơ cấu tổ chức của Trung tâm Văn hóa Thành phố - Bảo tàng và Cục Khu vực.

## Lược sử hình thành
Bảo tàng Tác phẩm của Władysław Wołkowski ở Olkusz được khánh thành vào năm 1970. Các bộ sưu tập của Bảo tàng được trưng bày trong Trang viên Machnicki, được xây dựng vào thế kỷ 19.
Bảo tàng Tác phẩm của Władysław Wołkowski triển lãm các bộ sưu tập có liên quan đến cuộc đời và sự nghiệp của Władysław Wołkowski (1902-1986) - một nghệ sĩ thị giác chuyên về các sản phẩm đan lát. Bảo tàng được thành lập khi nghệ sĩ còn sống nên hình thức triển lãm được tổ chức theo ý tưởng của chính nghệ sĩ.

## Triển lãm
Bộ sưu tập của Bảo tàng Tác phẩm của Władysław Wołkowski ở Olkusz hiện bao gồm các mặt hàng đan lát được làm bằng liễu gai, sậy, gỗ và dây: đồ nội thất, đĩa, thảm trang trí, chân dung và phong cảnh, hình ảnh các vị thần Slavơ và các câu chuyện dân gian. Ngoài ra, khách tham quan còn có thể xem các tác phẩm có nội dung là các sự kiện lịch sử của Ba Lan, bao gồm: Trận Grunwald, Trận Vienna và Cuộc nổi dậy Warsaw.